# 普斯陶艾代里奇
普斯陶艾代里奇，是匈牙利佐洛州所辖的一个村，总面积9.55平方公里，总人口184，人口密度19.3人/平方公里（2010年1月1日）。